# エレオノーレ・フォン・プロイセン
エレオノーレ・フォン・プロイセン（Eleonore von Preußen, 1583年8月21日 - 1607年4月9日）は、プロイセン公アルブレヒト・フリードリヒの娘で、ブランデンブルク選帝侯ヨアヒム・フリードリヒの2番目の妃。

## 生涯
アルブレヒト・フリードリヒと妃マリー・エレオノーレ（ユーリヒ＝クレーフェ＝ベルク公ヴィルヘルム5世の娘）の間の四女として、ケーニヒスベルクで生まれた。両親の間の7人の子供のうち、2人の男子は1歳に満たずに死亡しており、成人に達したのは5人の女子のみであった。そのため、プロイセン公国はホーエンツォレルン家宗家であるブランデンブルク選帝侯家が相続するよう取り決められたが、それに加えてエレオノーレを含む3人の娘がブランデンブルク選帝侯家に嫁いだ。
ブランデンブルク選帝侯ヨアヒム・フリードリヒは最初の妃カタリーナ・フォン・ブランデンブルク＝キュストリン（同じくホーエンツォレルン家の同族）との間に長男ヨハン・ジギスムントを始め多くの子供をもうけており、1594年にエレオノーレの長姉アンナがヨハン・ジギスムントと結婚していた。カタリーナが1602年に死去すると、ヨアヒム・フリードリヒは翌1603年11月2日に37歳年下のエレオノーレと再婚した。1604年には次姉マリーがヨアヒム・フリードリヒの弟であるバイロイト辺境伯クリスティアンと結婚している。
エレオノーレは1女マリー・エレオノーレ（1607年 - 1675年）を産んで間もなく、1607年4月9日に23歳で死去した。マリー・エレオノーレは1631年にプファルツ＝ジンメルン公ルートヴィヒ・フィリップに嫁いだ。